# Seznam medailistů na halovém mistrovství Československa a Česka mužů a žen ve skoku do dálky
Toto je seznam medailistů na mistrovství Československé a České republiky v disciplíně skok do dálky.

## Muži
| Rok          | Místo              | Zlato            | Výkon vítěze    | Stříbro           | Bronz                   |
| ------------ | ------------------ | ---------------- | --------------- | ----------------- | ----------------------- |
| HM ČSSR 1969 | Jablonec nad Nisou | Peter Nemšovský  | 749 cm          | Jan Broda         | Pavol Tolnay            |
| HM ČSSR 1970 | Jablonec nad Nisou | Jan Broda        | 754 cm          | Peter Nemšovský   | Miroslav Hütter         |
| HM ČSSR 1971 | Jablonec nad Nisou | Pavol Tolnay     | 736 cm          | Václav Fišer      | Jan Broda               |
| HM ČSSR 1972 | Jablonec nad Nisou | Jaroslav Brož    | 773 cm          | Pavol Tolnay      | Ladislav Brachtl        |
| HM ČSSR 1973 | Jablonec nad Nisou | Jaroslav Brož    | 762 cm          | Jan Broda         | Vladislav Prokop        |
| HM ČSSR 1974 | Jablonec nad Nisou | Bohumil Vaníček  | 751 cm          | Pavol Tolnay      | Tomáš Hluštík           |
| HM ČSSR 1975 | Jablonec nad Nisou | Zdeněk Mazur     | 755 cm          | Jaroslav Priščák  | Tomáš Hluštík           |
| HM ČSSR 1976 | Košice             | Zdeněk Mazur     | 765 cm          | Pavol Tolnay      | Jaroslav Priščák        |
| HM ČSSR 1977 | Ostrava            | Jaroslav Křivka  | 776 cm          | Pavol Tolnay      | Tomáš Hluštík           |
| HM ČSSR 1978 | Jablonec nad Nisou | Jaroslav Křivka  | 754 cm          | Václav Fišer      | Jaroslav Paštika        |
| HM ČSSR 1979 | Jablonec nad Nisou | Jan Leitner      | 761 cm          | Jaroslav Křivka   | Jaroslav Priščák        |
| HM ČSSR 1980 | Jablonec nad Nisou | Jaroslav Priščák | 771 cm          | Jaroslav Paštika  | Vladimír Dědek          |
| HM ČSSR 1981 | Jablonec nad Nisou | Jan Leitner      | 777 cm          | Pavol Malina      | Jan Tesař               |
| HM ČSSR 1982 | Jablonec nad Nisou | Jan Leitner      | 785 cm          | Zdeněk Mazur      | Jaroslav Křivka         |
| HM ČSSR 1983 | Jablonec nad Nisou | Zdeněk Hanáček   | 780 cm          | Vladimír Dědek    | Roman Křivka            |
| HM ČSSR 1984 | Jablonec nad Nisou | Zdeněk Hanáček   | 791 cm          | Jan Leitner       | Roman Zrun              |
| HM ČSSR 1985 | Jablonec nad Nisou | Jan Leitner      | 780 cm          | Pavol Malina      | Róbert Széli            |
| HM ČSSR 1986 | Jablonec nad Nisou | Jan Leitner      | 801 cm          | Zdeněk Hanáček    | Ivo Krsek               |
| HM ČSSR 1987 | Jablonec nad Nisou | Róbert Széli     | 793 cm          | Ivo Krsek         | Zdeněk Hanáček          |
| HM ČSSR 1988 | Jablonec nad Nisou | Róbert Széli     | 763 cm          | Milan Gombala     | Robert Změlík           |
| HM ČSSR 1989 | Jablonec nad Nisou | Robert Změlík    | 781 cm          | Milan Gombala     | Ivo Krsek               |
| HM ČSSR 1990 | Praha              | Milan Gombala    | 795 cm          | Robert Změlík     | Ivo Krsek               |
| HM ČSFR 1991 | Praha              | Robert Změlík    | 808 cm          | Milan Gombala     | Martin Morkes           |
| HM ČSFR 1992 | Praha              | Milan Gombala    | 818 cm Rek. HMR | Robert Změlík     | Ivo Krsek               |
| HMR 1993     | Praha              | Milan Gombala    | 811 cm          | Roman Orlík       | Ivo Krsek               |
| HMR 1994     | Jablonec nad Nisou | Roman Orlík      | 791 cm          | Róbert Michalík   | Milan Gombala           |
| HMR 1995     | Praha              | Milan Gombala    | 803 cm          | Róbert Michalík   | Roman Orlík             |
| HMR 1996     | Praha              | Milan Gombala    | 792 cm          | Róbert Michalík   | Tomáš Dvořák            |
| HMR 1997     | Praha              | Tomáš Dvořák     | 776 cm          | Radek Hampl       | Roman Šebrle            |
| HMR 1998     | Praha              | Milan Kovář      | 789 cm          | Roman Šebrle      | Roman Orlík             |
| HMR 1999     | Praha              | Tomáš Votava     | 785 cm          | Milan Gombala     | Roman Orlík             |
| HMR 2000     | Praha              | Roman Šebrle     | 788 cm          | Tomáš Dvořák      | Milan Kovář             |
| HMR 2001     | Praha              | Roman Šebrle     | 775 cm          | Milan Kovář       | Tomáš Votava            |
| HMR 2002     | Praha              | Roman Šebrle     | 765 cm          | Milan Kovář       | Brice Mensah            |
| HMR 2003     | Bratislava         | Petr Lampart     | 737 cm          | Tomáš Pour        | Tomáš Borek             |
| HMR 2004     | Praha              | Petr Lampart     | 767 cm          | Štěpán Wagner     | Tomáš Pour              |
| HMR 2005     | Praha              | Štěpán Wagner    | 772 cm          | Tomáš Pour        | Petr Lampart            |
| HMR 2006     | Praha              | Tomáš Pour       | 782 cm          | Štěpán Wagner     | Michal Čada             |
| HMR 2007     | Praha              | Štěpán Wagner    | 770 cm          | Roman Novotný     | Tomáš Pour              |
| HMR 2008     | Praha              | Roman Novotný    | 769 cm          | Štěpán Wagner     | Milan Pírek             |
| HMR 2009     | Praha              | Roman Novotný    | 764 cm          | Štěpán Wagner     | Milan Pírek             |
| HMR 2010     | Praha              | Roman Novotný    | 775 cm          | Štěpán Wagner     | Svatoslav Ton           |
| HMR 2011     | Praha              | Roman Novotný    | 801 cm          | Milan Pírek       | Petr Ogoun              |
| HMR 2012     | Praha              | Roman Novotný    | 767 cm          | Štěpán Wagner     | Milan Pírek             |
| HMR 2013     | Praha              | Milan Pírek      | 756 cm          | Roman Novotný     | Adam Hromčík            |
| HMR 2014     | Praha              | Radek Juška      | 776 cm          | Milan Pírek       | Adam Sebastian Helcelet |
| HMR 2015     | Praha              | Radek Juška      | 791 cm          | Štěpán Wagner     | Adam Sebastian Helcelet |
| HMR 2016     | Ostrava            | Radek Juška      | 801 cm          | Jiří Vondráček    | Jiří Sýkora             |
| HMR 2017     | Praha              | Adam Zelinka     | 753 cm          | Milan Pírek       | Filip Navrátil          |
| HMR 2018     | Praha              | Radek Juška      | 799 cm          | Adam Zelinka      | Milan Pírek             |
| HMR 2019     | Ostrava            | Radek Juška      | 788 cm          | Adam Pekárek      | Tomáš Kratochvíl        |
| HMR 2020     | Ostrava            | Radek Juška      | 762 cm          | Tomáš Kratochvíl  | Adam Pekárek            |
| HMR 2021     | Ostrava            | Jakub Bystroň    | 744 cm          | Jakub Rusek       | Jiří Vondráček          |
| HMR 2022     | Ostrava            | Radek Juška      | 781 cm          | Tomáš Kratochvíl  | Adam Sebastian Helcelet |
| HMR 2023     | Ostrava            | Radek Juška      | 787 cm          | Petr Meindlschmid | David Jodl              |
| HMR 2024     | Ostrava            | Radek Juška      | 772 cm          | Petr Meindlschmid | Tomas Jarvinen          |
| HMR 2025     | Ostrava            | Radek Juška      | 780 cm          | Luka Čurkovič     | Michal Jára             |

## Ženy
| Rok          | Místo              | Zlato                | Výkon vítěze    | Stříbro              | Bronz                  |
| ------------ | ------------------ | -------------------- | --------------- | -------------------- | ---------------------- |
| HM ČSSR 1969 | Jablonec nad Nisou | Ivana Pohlová        | 596 cm          | Libuša Kladeková     | Jarmila Nygrýnová      |
| HM ČSSR 1970 | Jablonec nad Nisou | Mária Devínska       | 602 cm          | Ivana Pohlová        | Libuše Kladeková       |
| HM ČSSR 1971 | Jablonec nad Nisou | Jarmila Nygrýnová    | 607 cm          | Jarmila Hlubučková   | Miroslava Březíková    |
| HM ČSSR 1972 | Jablonec nad Nisou | Jarmila Nygrýnová    | 633 cm          | Mária Devínska       | Eva Šuranová           |
| HM ČSSR 1973 | Jablonec nad Nisou | Jarmila Nygrýnová    | 633 cm          | Eva Šuranová         | Mária Devínska         |
| HM ČSSR 1974 | Jablonec nad Nisou | Galina Kudrnová      | 587 cm          | Jarmila Hlubučková   | Miroslava Březíková    |
| HM ČSSR 1975 | Jablonec nad Nisou | Jarmila Nygrýnová    | 652 cm          | Vanda Nováková       | Viera Dodrvová         |
| HM ČSSR 1976 | Košice             | Jarmila Nygrýnová    | 634 cm          | Eva Šuranová         | Anna Zmeková           |
| HM ČSSR 1977 | Ostrava            | Jarmila Nygrýnová    | 652 cm          | Anna Zmeková         | Olga Jančíková         |
| HM ČSSR 1978 | Jablonec nad Nisou | Jarmila Nygrýnová    | 642 cm          | Agáta Dórová         | Lenka Bulanová         |
| HM ČSSR 1979 | Jablonec nad Nisou | Jarmila Nygrýnová    | 637 cm          | Agáta Dórová         | Marcela Koblasová      |
| HM ČSSR 1980 | Jablonec nad Nisou | Jarmila Nygrýnová    | 643 cm          | Marcel Koblasová     | Ludmila Jimramovská    |
| HM ČSSR 1981 | Jablonec nad Nisou | Hana Tasová          | 642 cm          | Ludmila Jimramovská  | Marie Pokludová        |
| HM ČSSR 1982 | Jablonec nad Nisou | Ludmila Jimramovská  | 640 cm          | Eva Murková          | Kateřina Vocásková     |
| HM ČSSR 1983 | Jablonec nad Nisou | Eva Murková          | 673 cm          | Ludmila Jimramovská  | Hana Tasová            |
| HM ČSSR 1984 | Jablonec nad Nisou | Jarmila Strejčková   | 623 cm          | Renata Staňová       | Ludmila Jimramovská    |
| HM ČSSR 1985 | Jablonec nad Nisou | Eva Murková          | 683 cm Rek. HMR | Ludmila Jimramovská  | Jarmila Strejčková     |
| HM ČSSR 1986 | Jablonec nad Nisou | Ludmila Jimramovská  | 640 cm          | Jarmila Strejčková   | Vanda Nováková         |
| HM ČSSR 1987 | Jablonec nad Nisou | Eva Murková          | 674 cm          | Vanda Nováková       | Eva Kotvasová          |
| HM ČSSR 1988 | Jablonec nad Nisou | Eva Murková          | 656 cm          | Ludmila Jimramovská  | Eva Kotvasová          |
| HM ČSSR 1989 | Jablonec nad Nisou | Vanda Nováková       | 603 cm          | Blanka Krátká        | Zuzana Lajbnerová      |
| HM ČSSR 1990 | Praha              | Zuzana Valentová     | 616 cm          | Marcela Podracká     | Dagmar Urbánková-Vávrů |
| HM ČSFR 1991 | Praha              | Romana Špiková       | 608 cm          | Jitka Kubová         | Zuzana Liptáková       |
| HM ČSFR 1992 | Praha              | Jitka Kubová         | 628 cm          | Helena Vinařová      | Jana Zapadlová         |
| HMR 1993     | Praha              | Jitka Kubová         | 626 cm          | Gabriela Váňová      | Magdaléna Nedvědová    |
| HMR 1994     | Jablonec nad Nisou | Dagmar Urbánková     | 593 cm          | Gabriela Váňová      | Monika Kohoutová       |
| HMR 1995     | Praha              | Dagmar Urbánková     | 624 cm          | Alice Matějková      | Helena Vinařová        |
| HMR 1996     | Praha              | Helena Vinařová      | 630 cm          | Eva Doležalová       | Kateřina Nekolná       |
| HMR 1997     | Praha              | Jana Klečková        | 588 cm          | Martina Žabková      | Libuše Tománková       |
| HMR 1998     | Praha              | Jana Fáberová        | 622 cm          | Martina Žabková      | Helena Vinařová        |
| HMR 1999     | Praha              | Martina Darmovzalová | 644 cm          | Lucie Komrsková      | Šárka Beránková        |
| HMR 2000     | Praha              | Lucie Komrsková      | 636 cm          | Martina Darmovzalová | Šárka Beránková        |
| HMR 2001     | Praha              | Lucie Komrsková      | 627 cm          | Martina Darmovzalová | Veronika Navrátíková   |
| HMR 2002     | Praha              | Lucie Komrsková      | 641 cm          | Martina Darmovzalová | Zuzana Bičíková        |
| HMR 2003     | Bratislava         | Martina Darmovzalová | 640 cm          | Lucie Komrsková      | Zuzana Bičíková        |
| HMR 2004     | Praha              | Denisa Ščerbová      | 661 cm          | Martina Darmovzalová | Lucie Komrsková        |
| HMR 2005     | Praha              | Denisa Ščerbová      | 640 cm          | Lucie Komrsková      | Martina Darmovzalová   |
| HMR 2006     | Praha              | Denisa Ščerbová      | 644 cm          | Jana Korešová        | Martina Darmovzalová   |
| HMR 2007     | Praha              | Kateřina Líbalová    | 622 cm          | Martina Darmovzalová | Zuzana Bičíková        |
| HMR 2008     | Praha              | Jana Korešová        | 631 cm          | Kateřina Líbalová    | Martina Šestáková      |
| HMR 2009     | Praha              | Denisa Rosolová      | 645 cm          | Jana Korešová        | Kateřina Konvalinková  |
| HMR 2010     | Praha              | Jana Korešová        | 621 cm          | Eliška Klučinová     | Naďa Zikmundová        |
| HMR 2011     | Praha              | Jana Korešová        | 629 cm          | Eliška Klučinová     | Jiřina Ptáčníková      |
| HMR 2012     | Praha              | Jana Korešová        | 612 cm          | Michaela Kučerová    | Lucie Májková          |
| HMR 2013     | Praha              | Veronika Šádková     | 611 cm          | Eliška Klučinová     | Jana Velďáková         |
| HMR 2014     | Praha              | Eliška Klučinová     | 623 cm          | Jana Korešová        | Kateřina Hýsková       |
| HMR 2015     | Praha              | Jana Korešová        | 613 cm          | Emily Gerulová       | Lucie Májková          |
| HMR 2016     | Ostrava            | Kateřina Cachová     | 628 cm          | Tereza Vokálová      | Anna Švecová           |
| HMR 2017     | Praha              | Jana Korešová        | 635 cm          | Lucia Slaníčková     | Michaela Kučerová      |
| HMR 2018     | Praha              | Kateřina Hýsková     | 618 cm          | Kateřina Dvořáková   | Kateřina Cachová       |
| HMR 2019     | Ostrava            | Anna Křížková        | 610 cm          | Eliška Klučinová     | Michaela Kučerová      |
| HMR 2020     | Ostrava            | Tereza Elena Šínová  | 617 cm          | Pavlína Minářová     | Barbora Hůlková        |
| HMR 2021     | Ostrava            | Linda Suchá          | 615 cm          | Barbora Dvořáková    | Dorota Skřivanová      |
| HMR 2022     | Ostrava            | Michaela Kučerová    | 627 cm          | Tereza Elena Šínová  | Dorota Skřivanová      |
| HMR 2023     | Ostrava            | Michaela Kučerová    | 627 cm          | Barbora Hůlková      | Tereza Elena Šínová    |
| HMR 2024     | Ostrava            | Tereza Vokálová      | 618 cm          | Linda Suchá          | Emma Maštalířová       |
| HMR 2025     | Ostrava            | Tereza Elena Šínová  | 627 cm          | Linda Suchá          | Daniela Volná          |